# Д-р Г. М. Димитров (булевард в София)
„Д-р Г. М. Димитров“ е булевард в София. Предишното име на столичния булевард, до към края на 80-те години, е бул. „Г.А. Насър“.
Разположен е между „4-ти километър“ на бул. „Цариградско шосе“ и бул. „Симеоновско шосе“.

## Обекти
Обекти, разположени на бул. „Д-р Г. М. Димитров“ или в неговия район (от север на юг):
- Площад на авиацията (наричан и „4-ти километър“)
- Дървенишка река
- СБАЛ по неврология и психиатрия Св. Наум
- Ритуална зала
- Драгалевска река
- Главен информационен изчислителен център
- Централна научно-техническа библиотека
- Национален център за информация и документация
- Патентно ведомство
- ДА за метрологичен и технически надзор
- Минно-геоложки университет „Св. Иван Рилски“
- Студентски стол
- Национална служба Гражданска защита
- НХА – Факултет по приложни изкуства – филиал
- Картинг писта
- Национален аптечен център
- Посолство на Сирия
- СБАЛАГ „Св. Лазар“